# 大卫梅花草
大卫梅花草（学名：Parnassia davidii）为卫矛科梅花草属下的一种。

## 变种
大卫梅花草有一个变种：
- 喜沙梅花草[3][4]

## 扩展阅读
維基物種上的相關：大卫梅花草